# André Barthélémy
André Barthélémy, né le 16 juin 1897 à Dole (Jura), mort le 30 janvier 1980 dans cette même ville, est un homme politique français.

## Biographie
Fils d'un syndicaliste cheminot, de sensibilité politique plutôt radicale, André Barthélémy entre dans l'administration des PTT, après la fin de ses études primaires supérieures. Mobilisé et envoyé au front en 1917, il participe aux combats et subit un gazage. Cette expérience change du tout au tout ses orientations politiques, plutôt nationalistes et patriotiques jusque-là.
Il adhère ainsi à l'association républicaine des anciens combattants après sa mutation à Lille en 1919. A Lyon, où il est nommé en 1920, il fonde et anime un syndicat de postiers affilié à la CGTU, puis franchit le pas de l'adhésion au parti communiste en 1924.
Devenu commis principal des PTT, il obtient en 1925 sa mutation pour Dole, où il poursuit son activité syndicale. Il s'engage aussi dans la vie associative, devant un des animateurs de l'étoile sportive doloise.
Responsable du "rayon" communiste de Dole, il est candidat à de multiples élections locales sous l'étiquette du PCF, sans être élu (municipales en 1929 et 1935, cantonales en 1932), ainsi qu'aux législatives de 1932, où il obtient à peine 4 % des voix.
Il milite alors en collaboration étroite avec René Lopin.
Assigné à résidence surveillée à Guingamp en 1940, puis dans le Vaucluse et enfin à Morteau, il participe à la résistance et en 1944, est membre du comité départemental de libération du Jura.
Elu l'année suivante conseiller général, puis député (réélu en 1946, 1951 et 1956), il est aussi conseiller municipal d'opposition à Dole de 1947 à 1959.
Il intervient, au cours de son mandat de député qui couvre  la Quatrième République, sur tous les problèmes ayant trait aux PTT et à la fonction publique en plus de la défense des industries jurassiennes.
Battu en 1958 du fait du retour au scrutin majoritaire, il est candidat communiste en novembre 1962 dans la 2e circonscription du Jura. Il recueille 22 % des suffrages au 1er tour. Il demeure communiste jusqu'à la fin de sa vie.